# Thomas Galbraith, 2. Baron Strathclyde

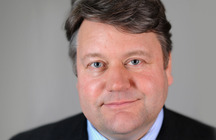
Thomas Galbraith, 2. Baron Strathclyde

Thomas Galloway Dunlop du Roy de Blicquy Galbraith, 2. Baron Strathclyde CH PC (* 22. Februar 1960 in Glasgow) ist ein britischer Politiker und früherer Führer des House of Lords und Chancellor of the Duchy of Lancaster.

## Biografie

### Familie und berufliche Laufbahn
Thomas Galbraith stammte aus einer politisch engagierten Familie. Sein Vater Tam Galbraith war zwischen 1948 und 1982 Abgeordneter des House of Commons für den Wahlkreis Glasgow Hillhead und hatte zwischen 1957 und 1964 mehrere Posten als „Juniorminister“ inne. Sein Großvater Thomas Galbraith war ebenfalls viele Jahre Unterhausabgeordneter und nahm ebenfalls einige Ämter als Juniorminister wahr, ehe er 1955 als Baron Strathclyde, of Sandyford in the County of Lanark in den erblichen Adelsstand erhoben wurde und bis zu seinem Tode 1985 Mitglied des House of Lords war.
Er selbst studierte nach dem Schulbesuch an der University of East Anglia sowie an der Universität der Provence Aix-Marseille I und war anschließend als Versicherungsmakler bei Lloyd’s of London.

### Mitglied des Oberhauses und „Juniorminister“
Nach dem Tode seines Großvaters Thomas Galbraith, 1. Baron Strathclyde, erbte er 1985 dessen Titel Baron Strathclyde und wurde somit Mitglied des Oberhauses, da sein Vater Tam Galbraith bereits 1982 verstorben war. Während seiner Mitgliedschaft war er zunächst 1988 bis 1989 Parlamentarischer Geschäftsführer (Whip) sowie Sprecher der Regierungsfraktion für Handel und Industrie, Schatz und Schottland.
Danach übernahm er 1989 in der Regierung von Premierministerin Margaret Thatcher das Amt eines Parlamentarischen Unterstaatssekretärs für Tourismus im Ministerium für Beschäftigung, ehe er von Juli bis September 1990 Parlamentarischer Unterstaatssekretär für Umwelt war.
In der nachfolgenden Regierung von Premierminister John Major war von 1990 bis 1992 zunächst Parlamentarischer Unterstaatssekretär für Landwirtschaft und Fischerei im Schottlandministerium und danach von 1992 bis 1993 wieder im Umweltministerium. Zuletzt war er zwischen 1993 und 1994 erst Parlamentarischer Unterstaatssekretär und danach 1994 Staatsminister im Ministerium für Handel und Industrie. Während der drei letzten Amtsjahre John Majors war er von 1994 bis Mai 1997 Parlamentarischer Hauptgeschäftsführer der Regierungsfraktion (Government Chief Whip) des Oberhauses.
Nach der Wahlniederlage der Conservative Party bei den Unterhauswahlen 1997 wurde Galbraith Mitglied des konservativen Schattenkabinetts sowie Parlamentarischer Hauptgeschäftsführer der Opposition im House of Lords. Daneben war er Stellvertretender Sprecher des Oberhauses (Deputy Speaker) sowie Stellvertretender Vorsitzender der Ausschüsse. 1995 wurde ihm der Titel eines Kronanwalts verliehen.

### Oppositions- und Mehrheitsführer im Oberhaus
Zwischen 1998 und Mai 2010 war er Führer der Opposition im House of Lords (Leader of the Opposition) und war außerdem von Dezember 1998 bis 2005 „Schattenminister“ für Verfassungsangelegenheiten.
Nach dem Wahlsieg der Conservative Party bei den Unterhauswahlen 2010 wurde er am 11. Mai 2010 von Premierminister David Cameron zum Chancellor of the Duchy of Lancaster in dessen Kabinett berufen und war nunmehr Führer des Oberhauses (Leader of the House of Lords).
Am 7. Januar 2013 trat er von allen Ämtern zurück, um sich einer zweiten Karriere in der Wirtschaft zu widmen. Sein Nachfolger in den Ämtern wurde Jonathan Hill, Baron Hill of Oareford.